# Cornucopia
Cornucopia – jednostka osadnicza w Stanach Zjednoczonych, w stanie Wisconsin, w hrabstwie Bayfield.